# Smrdov (hrad)
Hrad Smrdov stával v obci Sázavka u Světlé nad Sázavou. Nacházel se blízko kostela Narození svatého Jana Křtitele na místě hospodářství č. p. 53, na jejímž přilehlé zahradě se nalézá kruhový val a příkop.
Prameny hrad Smrdov poprvé zmiňují v roce 1307, kdy ho jeho majitel Rajmund z Lichtenburka s Vilémovským klášterem vyměnil za statky kolem Lipnice nad Sázavou. Patřily k němu vesnice Zboží, Bačkov, Lubno, Štěpanov a Vosičín. Smrdov existoval patrně už za života Rajmundova otce Smila z Lichtenburka. Sloužil k ochraně rozsáhlého lichtenburského dominia. Jednalo se o nepříliš velký a reprezentativní hrádek, jenž po roce 1307, nejpozději však do husitských válek, ve vlastnictví Vilémovského kláštera zanikl. Dosud se jím nezabýval žádní archeologický výzkum.